# MTV Japan
MTV Japan (MTVジャパン) è la versione giapponese dell'omonimo canale televisivo statunitense, controllata da MTV Networks, e lanciato il 24 dicembre 1992. Il canale è visibile sia in TV via cavo che in digitale terrestre su Sky Perfect TV!, Sky Perfect TV! 2 e IPTV.

## Storia
MTV Japan originariamente era un blocco di musica su TBS (JORX-TV) dal 1989 al 1992.
Nel 1992 Music Channel Inc., acquisì la licenza di Viacom trasmettendo con il nome MTV. Broadcast cominciò sui servizi CS analogico e Skyport, con PerfecTV! nel 1996 e con DirecTV nel 1997. VJs da quel tempo incluse Marc Panther e Ken Lloyd.
Nel 1998, il canale musicale fu annullato dalla licenza con Viacom a causa dell'alto canone. Di conseguenza, dal 1999 la stazione cambiò nome (Vibe) trasmettendo contenuti di musica occidentale e prodotti musicali nazionali. Senza il marchio MTV dietro di essa, la concorrenza di altri canali come Space Shower TV e Sony Music Japan Viewsic ha portato la stazione ad essere acquisito da H&Q Asia Pacific nel 2000.
Anche nel 2000, MTV Broadcasting Japan, Inc., una società formata da gruppi come CSK e SEGA, acquisì la licenza di trasmissione di cielo PerfecTV!. Tuttavia, la società non trasmise mai con il nome MTV; cambiò quindi il suo nome a M-BROS e trasmise sotto quel nome su DirecTV e cielo PerfecTV! fino al 30 aprile 2002.
A seguito di questo tentativo di utilizzare il nome MTV, Viacom ancora una volta fece un contratto con il canale e creò un revival di MTV Japan dal 1º gennaio 2001, questa volta sotto copertura della MTV Networks e con il sostegno del capitale MTV. Music Channel Inc. nel frattempo cambiò il suo nome in "MTV Japan, Inc.". Il primo video girato fu "Mind Travel".
Il nome Vibe svolge diverse attività in Internet, che sono state scorporate dal canale come VIBE, Inc. ed è stata integrata in questa società dalla Bandai Networks nel 2005.
Vi è una notevole differenza del revival di MTV Japan se confrontato con il vecchio. Il vecchio MTV Japan era incentrato su artisti stranieri, considerando che l'attuale MTV Japan si concentra su artisti nazionali. Di conseguenza, il canale ha attirato critiche da sostenitori del vecchio MTV Japan. Tuttavia, nel marzo del 2006, la rete ha attirato 6.000.000 di spettatori, rendendo il secondo canale più visto della Space Shower TV e portandolo a un successo finanziario globale.
Infine alcuni artisti musicali come Ayumi Hamasaki e Tohoshinki hanno ricevuto numerosi riconoscimenti da parte di MTV Japan.

## Programmi
MTV Japan trasmette un gran varietà di programmi a differenza della sua controparte americana. Tende a trasmettere video musicali piuttosto che reality o programmi di musica trasmettendo spettacoli come The Hills, Laguna Beach, ecc.

## Spettacoli Homegrown
- Brand New Mix
- Classic MTV
- Download Chart Top 20
- International Top 20
- Japan Chart Top 20
- Korea Hits (simulcast da MTV Korea)
- MTV A Class
- MTV×DAM WANNASING KARAOKEE CHART (in collaborazione con Daiichikosho Amusement Multimedia (DAM))
- MTV×FM802 Osakan Hit Chart (in collaborazione con FM802)
- MTV×J-WAVE Tokio Hot 100 (in collaborazione con J-Wave)
- MTV Check the Rhyme
- MTV Fresh
- MTV Mega Vector
- MTV News
- MTV Student Voice Awards
- MTV Top Hits
- MTV Video Music Awards Japan
- Music Video Selection
- Unplugged (Versione giapponese)
- U.S. Top 20
- Shibuhara Girls

### Mostre importanti dalle reti di MTV in tutto il mondo
- America's Best Dance Crew
- Behind the Music
- BET Awards
- Blue Mountain State
- Britney Spears Official Top 20 (MTV UK)
- The City
- Disaster Date
- The Dudesons in America
- The Greatest...
- The Hard Times of RJ Berger
- Headbangers Ball
- The Hills
- iCarly
- Jersey Shore
- Making the Video
- MTV Europe Music Awards
- MTV Movie Awards
- MTV Video Music Awards
- MTV World Stage Live in Malaysia
- My Life As Liz
- The Price of Beauty
- Real World/Road Rules Challenge: The Island
- SpongeBob SquarePants
- Taking the Stage
- Valemont
- VH1 Storytellers

### Ultimi spettacoli Homegrown
- U.K. Top 10
- Usavich
- World Chart Express with Honda